# Левоцькі гори
Ле́воцькі го́ри (словац. Levočské vrchy — гірський масив на території Спиша в східній Словаччині, частина Подгуольно-Магурського пасма.
Найвища точка — гора Чєрна Гора, 1289 м. Покриті переважно ялиновими лісами. На більшій частині території розташовано військовий полігон Кежмарок, який використовується словацькою армією.
Складові частинт — 
- Левоцька верховина
- Левоцька височина.

## Міста
- Кежмарок
- Левоча
- Списька Бєла
- Спиське Подградьє

## Гідрографія
- Бицир
- Бранисько
- Голумницький потік
- Клчовський потік
- Кучмановський потік
- Лодина
- Любіца
- Люботинка
- Маргецанка
- Славковський потік
- Тварожнянський потік
- Шамбронка